# Untribi
Untribi o Untribium (símbol Utb) és el nom sistemàtic donat per la IUPAC a l’hipotètic element químic amb nombre atòmic 132.
Aquest element del 8è període de la taula periòdica pertanyeria a la família dels superactínids i formaria part dels elements del bloc g.
A mesura que s’allunya de l'illa d’estabilitat (no superior a Z ≈ 127), els àtoms sintetitzats haurien de ser extremadament inestables, fins al punt que Z≈130 se cita amb freqüència com a límit "experimental" de l'existència pràctica d'aquests elements; per tant, no és segur que l'element 132 es pugui detectar algun dia amb eficàcia.